# Tainaniella
Tainaniella is een geslacht van vliesvleugeligen uit de familie bronswespen (Chalcididae). De wetenschappelijke naam van dit geslacht is voor het eerst geldig gepubliceerd in 1929 door Masi.

## Soorten
Het geslacht Tainaniella omvat de volgende soorten:
- Tainaniella malabarica Narendran, 1989
- Tainaniella spinator (Walker, 1862)